# ミカエル・キングズベリー
ミカエル・キングズベリー（Mikaël Kingsbury、1992年8月24日 - ）は、カナダのフリースタイルスキー男子モーグル選手。2018年平昌オリンピック金メダリスト、2014年ソチオリンピック銀メダリスト。

## 経歴
4歳でスキーを始め、8歳のときにフリースタイルスキーを始めた。